# Дурдин, Андрей Иванович
Андрей Иванович Дурдин (1829—1889) — младший сын основателя купеческой династии Дурдиных — Ивана Алексеевича, купец 1-й гильдии, наследственный почётный гражданин, благотворитель.

## Биография
Родился в селе Шестихине, когда его отец находился ещё в крепостном состоянии. В Петербург юноша попал в возрасте 9 лет. Получил домашнее образование, прошёл хорошую школу в купеческом деле и начал работать под руководством отца. После смерти отца на протяжении 15-и лет состоял в руководстве товарищества в качестве директора-распорядителя.
Андрей Иванович и его дети были совладельцами доходных домов на Старо-Петергофском проспекте под № 12 и 15 по соседству с заводом. А. И. Дурдин с семьёй жил в доме № 12.
Принимал участие в общественной и благотворительной деятельности. В 1881 году был избран в гласные Городской думы Санкт-Петербурга. На его средства была построена деревянная церковь Казанской иконы Божией Матери в Териоках. Эта небольшая финская деревушка на берегу Финского залива превратилась, в то время, в популярное дачное место, где покупали землю и строили дачи многие состоятельные петербуржцы. Со временем  возникла необходимость в строительстве православного храма, что и осуществил А. И. Дурдин, имевший дачу в Териоках.
Андрей Дурдин женился в возрасте 20 лет — 1 октября 1850 года в церкви Св. Екатерины его обвенчали с 19-летней Марией (Мария Исидоровна Фёдорова), дочерью санкт-петербургского ремесленника Сидора (Исидора) Фёдорова. Её отец, мастер медного и бронзового цеха, ещё не обзавёлся трёхчастным фамильным прозванием — писался только именем своим и именем отца, без фамилии. У Андрея Ивановича и Марии Исидоровны родилось шесть дочерей и два сына.
А. И. Дурдин скончался в январе 1889 года в своей квартире после долгой и тяжёлой болезни. Андрея Ивановича отпевали в приходской Екатерининской церкви и похоронили на семейном участке Митрофаньевского кладбища.
Мария Исидоровна надолго пережила мужа и скончалась 25 апреля 1901 года. Её похоронили рядом с мужем на Митрофановском кладбище.
Дети:
- Юлия (1955—?). Ее муж Степан Николаевич Захаров, купец-лесопромышленник 1-й гильдии. Их сын — Борис Степанович Захаров, музыкант, педагог.
- Анна (1855—1924, Таллинн). Ее муж — Николай Эдуардович Шмеман
- Александра (1856—?). Ее муж — Владимир Васильевич Сытов (1851—1883).
- Екатерина (1857—1915), замужем за Александром Эдуардовичем Шмеманом, братом Н.Я.Шмемана.
- Софья (1859—1935, Ленинград) вышла замуж за Владимира Константиновича Опатовича (1852—1893),  коллежского советника, начальника отделения Главного управления почт и телеграфов, сына священника, который получил право потомственного дворянства, племянника С.И.Опатовича
- Мария (1864—1914). Ее муж — Григорий Григорьевич Елисеев
- Иван (1865—1908)
- Николай (1869—1914). 1-й брак — Ольга Яковлевна Григорьева (1869—1914), развелись в 1907 году;  2-й брак — Таисия Ивановна Конецкая (1871—?), дочь И.И.Конецкого.